# Дежа Вю (фільм, 1987)
«Дежа Вю» (серб. Већ виђено) — сербський художній кінофільм 1987 року випуску. Режисер та сценарист фільму — Горан Маркович. Кінокритики називають цей фільм кращою роботою Марковича. Тривалість — 110 хвилин.
Жанр: психологічний фільм жахів, драма,

## Ролі
- Михаїл — Мустафа Надаревич
- Ольгіца — Аніца Добра, дебютна роль на великому екрані, премія «Золота арена» 1987 року, «найкраща акторка»
- Зоран — Милорад Мандіч[sr]
- Професор есперанто — Богдан Дікліч[sr]
- Мати Михаїла — Гордана Гаджич

## Нагороди
Нагороджений премією «Золота Арена» Пульського кінофестивалю 1987 року в номінаціях «найкращий фільм», «найкраща режисура». Найкращою акторкою стала Аніца Добра.
Також отримав головний приз Фестивалю кіносценаріїв у Врнячка-Бані.
Фільм було запропоновано на премію «Оскар» Американської кіноакадемії у 1987 році, але в номінації йому відмовили.